# Zumatrichia echinata
Zumatrichia echinata är en nattsländeart som beskrevs av Oliver S. Flint Jr. 1967. Zumatrichia echinata ingår i släktet Zumatrichia och familjen smånattsländor. Inga underarter finns listade i Catalogue of Life.